# Johann Albrich (orvos)
Johann Albrich, magyaros írásmóddal Albrich János (Brassó, 1687. szeptember 1. – Brassó, 1749. december 23.) orvos, a császári természettudományi társaság tagja.

## Élete
Johann Albrich tanár fia. A gimnáziumot szülővárosában végezte el. Ezután 1706-ban a hallei egyetemre ment, utána a leideni egyetemen folytatta tanulmányait, és 1709. december 23-án az Utrechti Egyetemen orvosdoktorrá lett. ''Dissertatio de haemorrhagiis ingenere című disszertációja 1709-ben jelent meg. 1711-ben visszatért szülővárosába, ahol 1715-ben városi orvossá nevezték ki. Feleségül vette Georg Drauth városbíró lányát, és mindhalálig megmaradt a városi orvosi tisztségben, emellett egyházi kurátorrá és a városi tanács tagjává választották.
Leltározta a brassói levéltárat; az eredeti dokumentumokból összegyűjtötte és rendszerezte a Brassó városára és a Barcaságra vonatkozó privilégiumokat, és a legfontosabbakat fiatal jogászokkal és teológusokkal lemásoltatta. Az így összeállított Palladium Coronense seu Thesaurus Litterarum Donationalium, Statuoriarum, Introductoriarum, Relatoriarum, Reambulatoriarum, Privilegialium, Confirmatoriarum, Adjudicatoriarum, Emptionalium, Venditionalium, Impignoratoriarum, Contractualium, Transactionalium, Vectigalium etc. a divis Regibus Hungariae, nec non Principibus ac Wajvodis Transylv. etc. Civitati Coronensi, terraeque Barczna ob fidelia ejusdem servitia collatarum című írás példányait a városházán és az evangélikus gimnázium könyvtárában helyezte el.
Városi orvosi minőségében rá hárult a feladat, hogy az 1718 szeptemberében a Brassóban kitört pestisjárványt megfékezze. A járvány 1719 novemberéig tartott, és 4448 városlakót pusztított el. A városi tanács a járvány elől falura menekült, így az igazgatást egy direktórium vette át, amelynek Albrich is tagja lett. A pestisjárvány történetét Observationes de peste Barcensi praesertim Coronae saeviter a. 1718 et 1719 grassante címen írta meg. Ez a munkája – jóllehet Adam Chenot és sokan mások is használták, és Köleséri Sámuel a szerző nevének feltüntetése nélkül kivonatot közölt belőle – kéziratban maradt. Írását elküldte a hallei Johann Heinrich Schulz professzornak; feltehetőleg ez volt az alapja annak, hogy 1740. június 25-én a császári Leopoldina Német Természettudományos Akadémia tagjává fogadta.
Orvosi és pénzügyi munkái latinul jelentek meg 1709–1719 között. A Chronicon Fuchsio-Lupino-Oltardinum erdélyi szász evangélikus lelkészek latin krónika-kompilációja a 990–1699 közti évekre, melyet Albrich másolt le és látott el jegyzetekkel.